# Commission nationale des droits de l’homme (Mali)
Die Commission nationale des droits de l’homme (CNDH, dt.: Nationale Kommission für Menschenrechte) ist eine staatliche Organisation in Mali. Sie wurde per Gesetz am 19. November 2009 mit dem Dekret vom 30. November 2009 gegründet. und steht unter der Schirmherrschaft des Justizministers. Die Commission nationale des droits de l’homme nach dem Dekret vom 16. März 2006 war die Vorgängerorganisation.

## Aufgaben
Die Aufgabe der CNDH besteht darin, „durch Ratschläge, Vorschläge und Bewertungen im Bereich der Menschenrechte und Grundfreiheiten zur Förderung und Achtung der Menschenrechte beizutragen“ (contribuer à la promotion et au respect des droits de l’homme par des conseils, des propositions et des évaluations dans le domaine des droits de l'homme et des libertés fondamentales). 
Sie ist somit verantwortlich für:
- Untersuchungen zu allen festgestellten oder zur Kenntnis gebrachten Fällen von Menschenrechtsverletzungen und zur Einleitung aller geeigneten Maßnahmen diesbezüglich bei den zuständigen Behörden;
- Stellungnahme und Abfassung von Empfehlungen zur Kenntnisnahme der Regierung oder einer zuständigen Behörde zu allen Fragen im Zusammenhang mit Menschenrechten;
- Hinweise für die Behörden zu allen Entscheidungen oder Handlungen, die geeignet sind, die Menschenrechte zu verletzen;
- Empfehlungen für die Regierung zu allen Maßnahmen oder Aktionen, die geeignet sind, die Menschenrechte zu fördern oder zu schützen, insbesondere im Gesetzgebungs- und Regulierungsbereich sowie in der Verwaltungspraxis;
- Durchführung oder Teilnahme an Sensibilisierungs-, Informations-, Bildungs- und Kommunikationsmaßnahmen zur Förderung und Achtung der Menschenrechte;
- Einleitung von Informations- und Sensibilisierungsmaßnahmen, um Folter und andere grausame, unmenschliche oder erniedrigende Behandlung oder Strafe zu verhindern;
- Durchführung von Besuchen an Haftorten und Information der Regierung über die Haftsituation der Häftlinge.[4]

Die Organisation erstellt jährlich einen Bericht über die Menschenrechtslage für die Regierung.
Die CNDH besteht aus Vertretern der Zivilgesellschaft, aus Vertretern auf dem Gebiet der Menschenrechte spezialisierter Nichtregierungsorganisationen, Vertretern der wichtigsten Gewerkschaftsverbände, Religionsgemeinschaften, dem Mediator der Republik (Ombudsmann), Frauenorganisationen, einem Abgeordneten, einem Mitglied des Wirtschafts-, Sozial- und Kulturrates, einem Vertreter der Rechtsanwaltskammer, einem Nationalrat und Vertretern der Verwaltung.
Das Büro wurde am 1. April 2010 eingerichtet. Die Vorsitzende war Me Kadidia Sangaré Coulibaly.